# Supersypnoides macrophthalma
Supersypnoides macrophthalma är en fjärilsart som beskrevs av Emilio Berio 1958. Supersypnoides macrophthalma ingår i släktet Supersypnoides och familjen nattflyn. Inga underarter finns listade i Catalogue of Life.